# شاتو دو شامبور
شاتو دو شامبور، کاخ شامبور یا (به فرانسوی: Château de Chambord) کاخی سلطنتی در مرکر فرانسه است. این بنا توسط فرانسوای اول بنا گردید. این بنا بر سبک معماری رنسانس فرانسوی ساخته شده‌است. در سال ۲۰۰۷، تعداد ۷۰۰٬۰۰۰ گردشگر از این عمارت بازدید کردند. هشتاد سال پس از مرگ فرانسوای اول، کاخ به وسیله پادشاهان فرانسوی به حال خود رها شد و از اهمیت خارج گردید. این امر موجب پوسیدگی و نابودی نسبی کاخ شد.